# Monti Kenai
I monti Kenai (Kenai Mountains) sono una catena montuosa della penisola di Kenai, in Alaska (Stati Uniti).

## Descrizione
La catena montuosa del Kenai attraversa da nord-est a sud-ovest la penisola di Kenai e a nord-est sono delimitati dai monti Chugach. L'altitudine media è tra i 300 - 1000 m s.l.m.. I monti si presentano con due importanti campi di ghiaccio: il campo di ghiaccio Harding (Harding Icefields) e il "campo di ghiaccio Sargent" (Sargent Icefielsd); il primo posizionato nella zona sud e l'altro più a est. Diversi ghiacciai scendono da questi due campi di ghiaccio. Dal gruppo montuoso hanno origine due fiumi principali: il fiume Kenai (Kenai River) e il fiume Russian (Russian River) entrambi importanti per la pesca al salmone.

### Montagne del gruppo

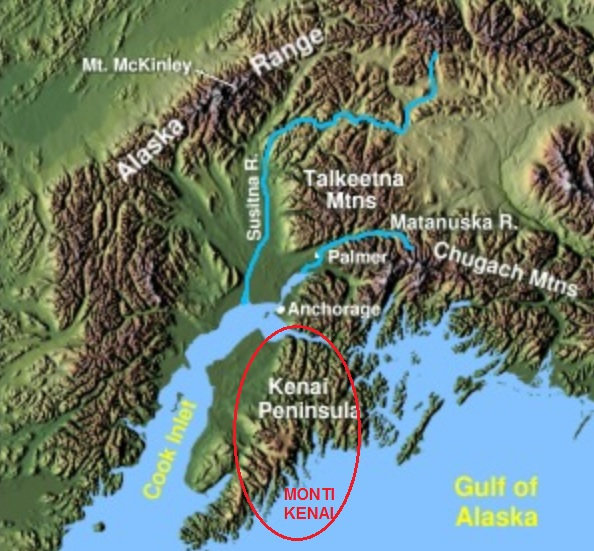

Il nome indiano dei monti è Truuli ed è anche il nome del monte più alto del gruppo: Truuli Peak (2015 m s.l.m. - Si trova a sud del campo di ghiaccio Harding in prossimità del Tustumena Lake).
Altri picchi delle montagne del Kenai sono:
- Bard Peak (1127 m s.l.m.) - Si trova tra il lago Portage (Portage Lake) e la cittadina di Whittier.
- Carpathian Peak (1785 m s.l.m.) - È uno dei picchi sovrastanti il campo di ghiaccio del ghiacciaio Spencer (Spencer Glacier)
- Mount Alice (1605 m s.l.m.) - Si trova di fronte a Seward oltre la Resurrection Bay.
- Paradise Peak (1602 m s.l.m.) - Si trova a sud del campo di ghiaccio Sergent.
- Phoenix Peak (1571 m s.l.m.) - È a ovest di Seward
- Tiehacker Mountain (1211 m s.l.m.) - Si trova nella valle prima del Nellie Juan Lake.

### Parchi e aree protette
Su questi monti sono presenti diversi parchi e aree protette: 
- Parco nazionale dei Fiordi di Kenai (Kenai Fjords National Park) - Si trova nella parte sud-est e gestisce la parte costiera della catena con innumerevoli fiordi e ghiacciai marini.
- Kenai National Wildlife Refuge - È situato al centro della penisola e consiste in una riserva naturale per la fauna selvatica.
- Foresta Nazionale di Chugach (Chugach National Forest) - Si trova ad est ed è una riserva forestale che comprende coste, ghiacciai, fiumi e monti il cui centro è il Prince William Sound, mentre la parte dei monti Kenai si trova a ovest del parco.
- Kachemak Bay State Park - Si trova all'estremo sud della penisola di Kenai di fronte all'omonima baia (comprende anche l'isola di Nuka).
- Kachemak Bay State Wilderness Park - Si trova all'estremo sud della penisola di Kenai in proseguimento del Kenai Fjords National Park.

## Alcune immagini

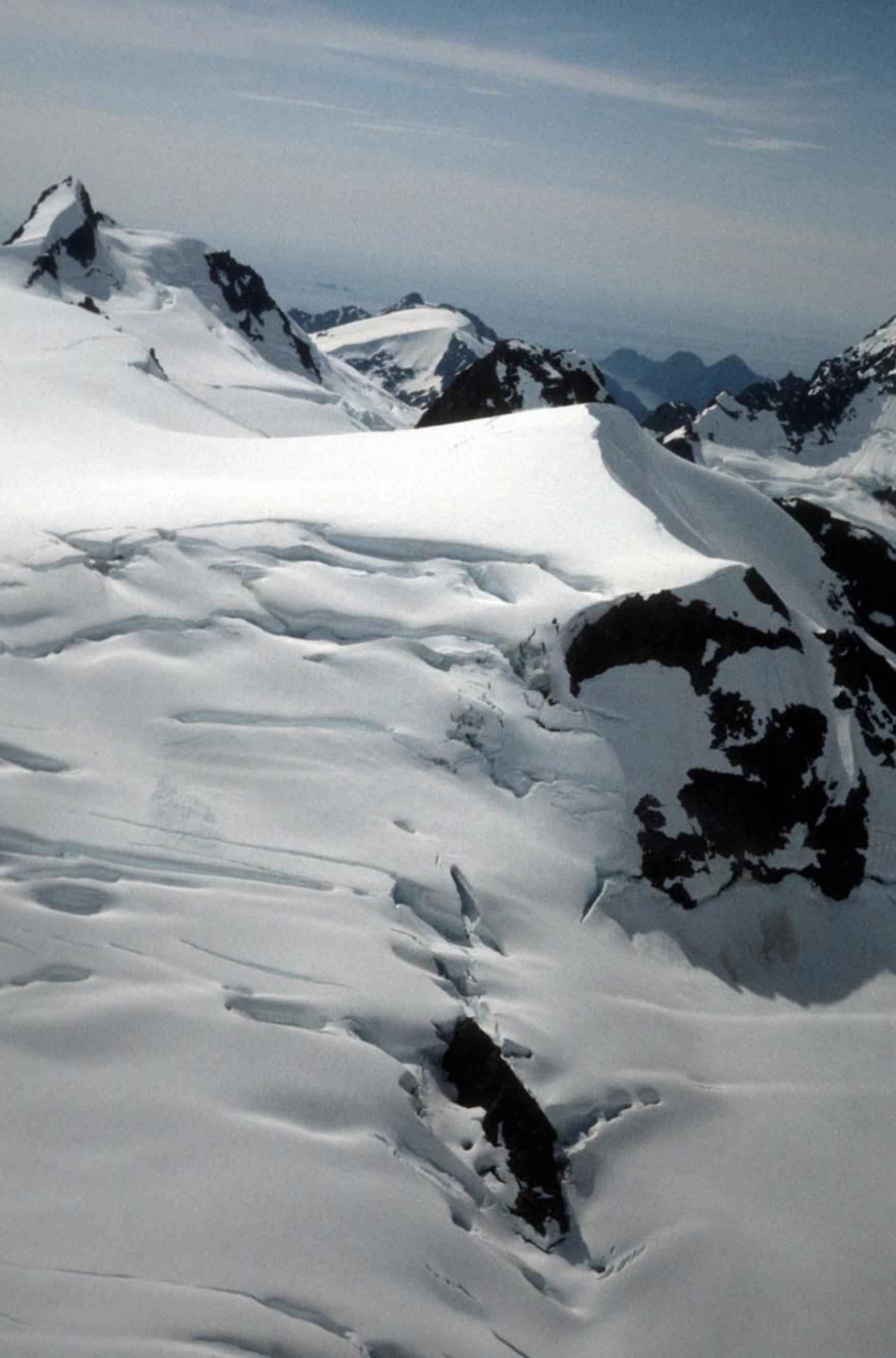
Campo di ghiaccio Harding
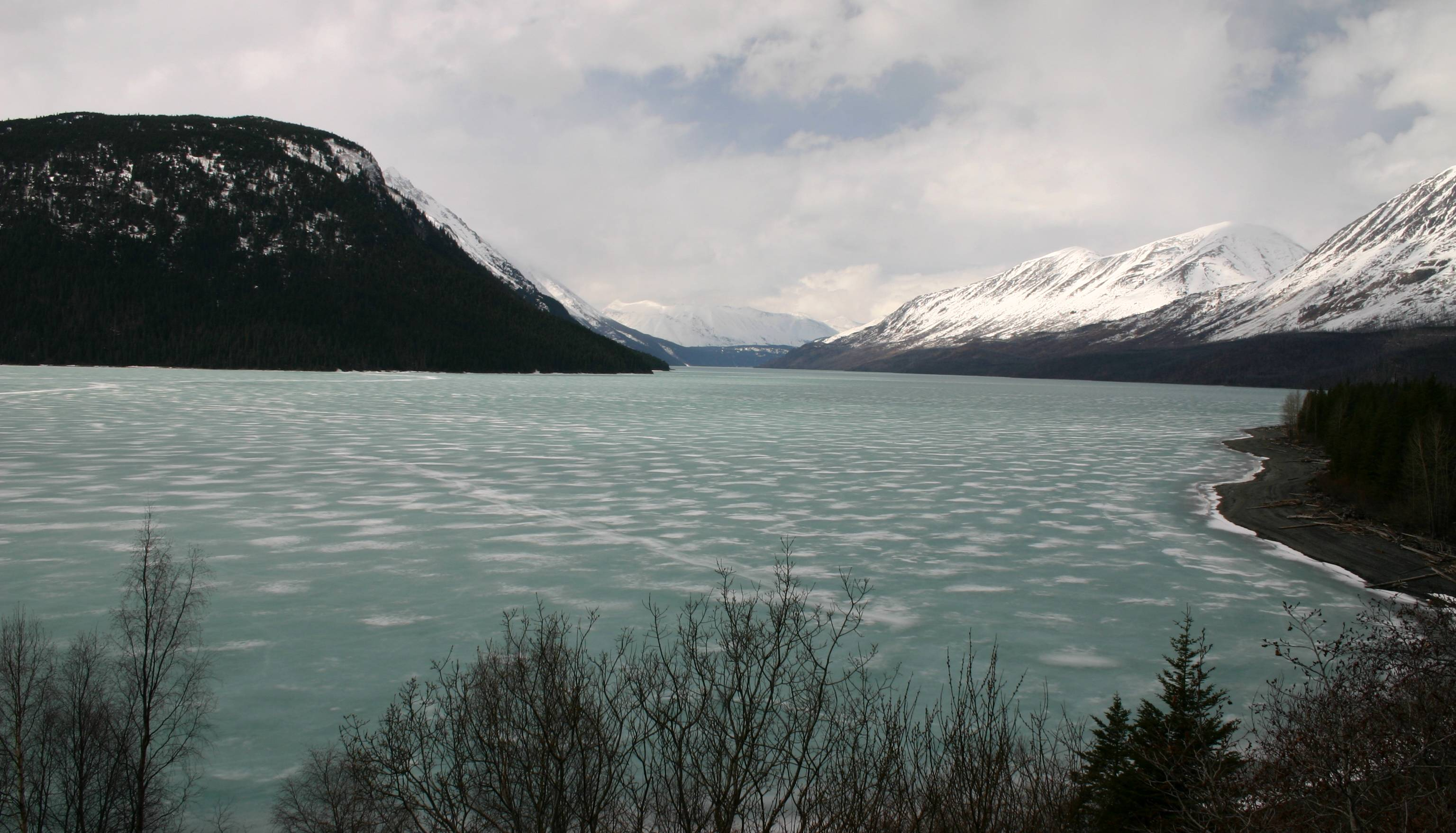
Kenai Lake
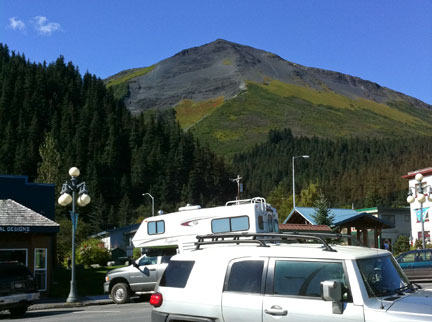
Monte Marathon
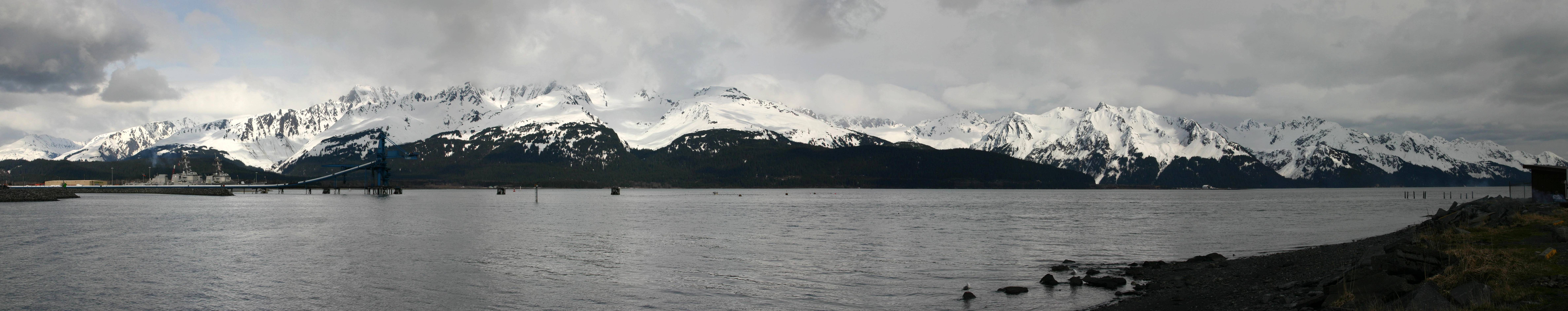
Gruppo montuoso a est della Resurrection Bay
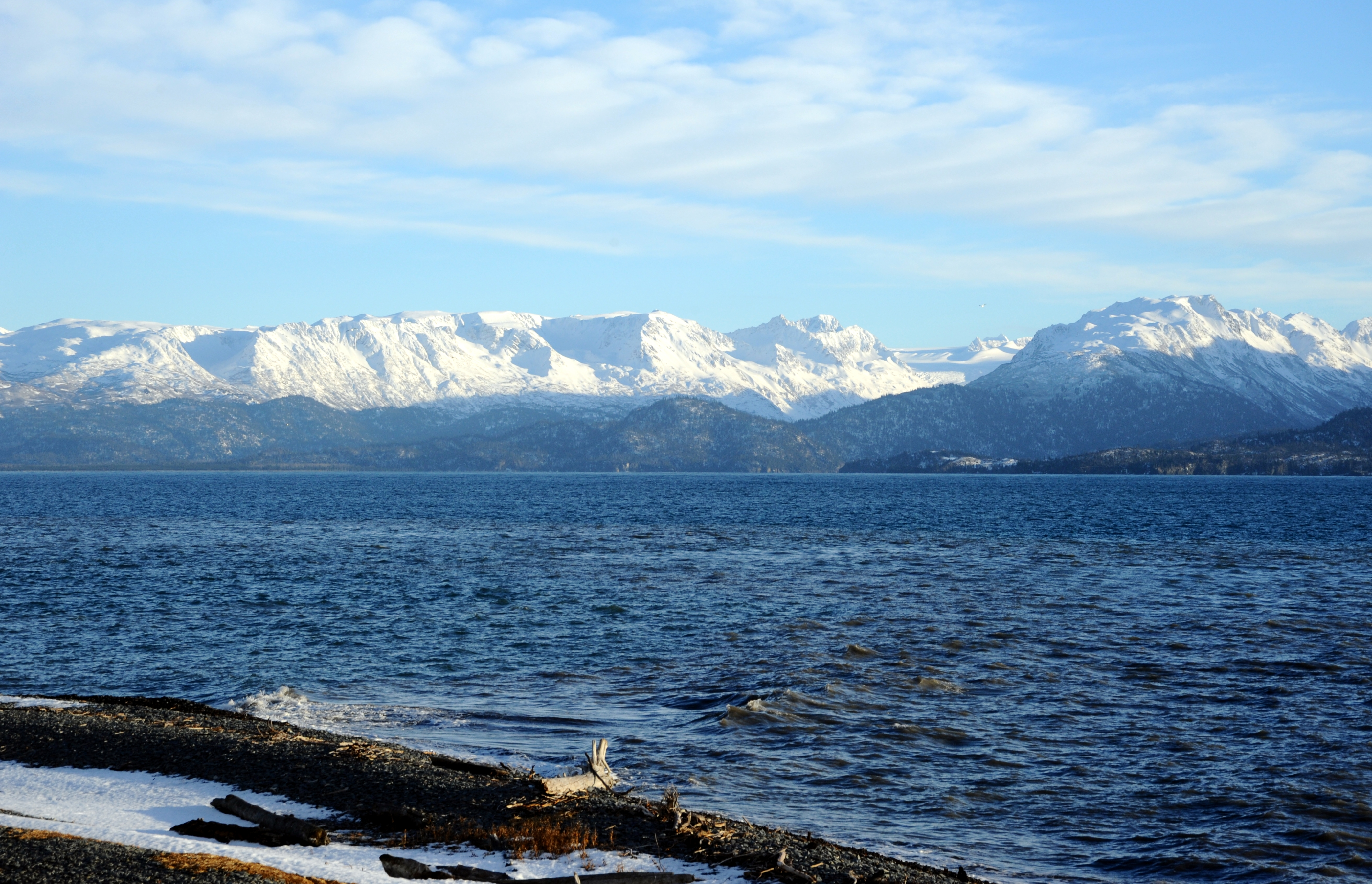
I monti dalla Katchemak Bay
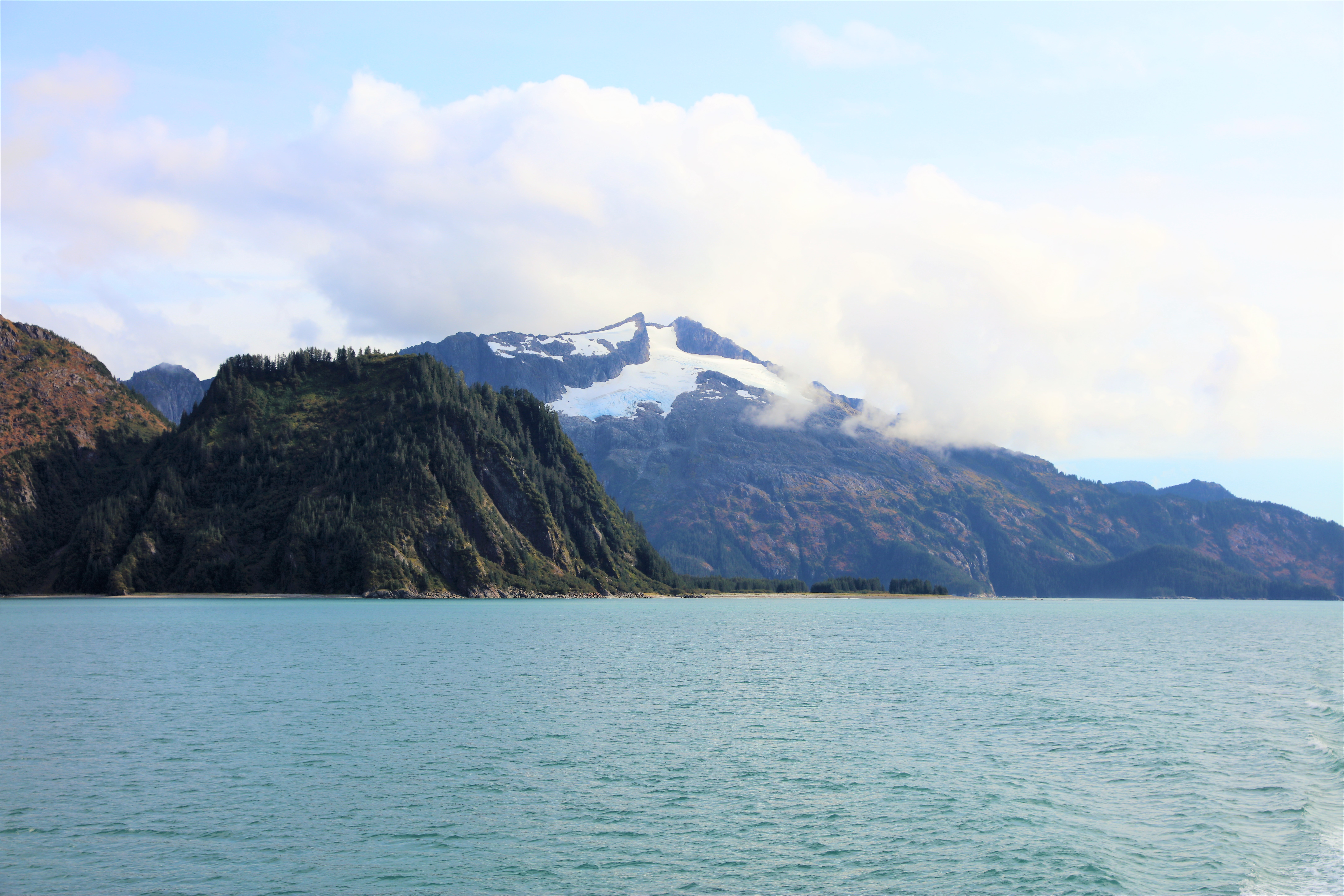
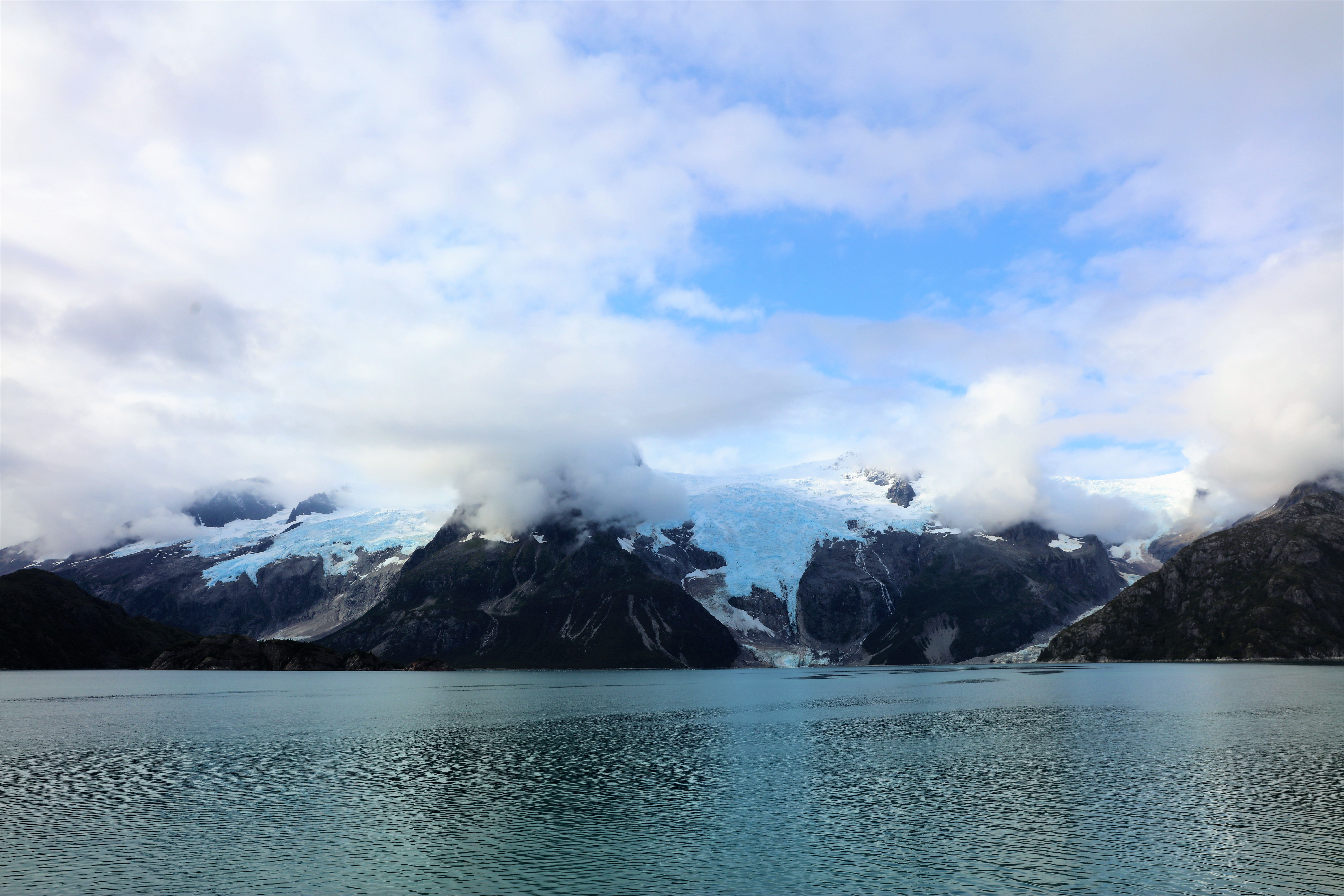
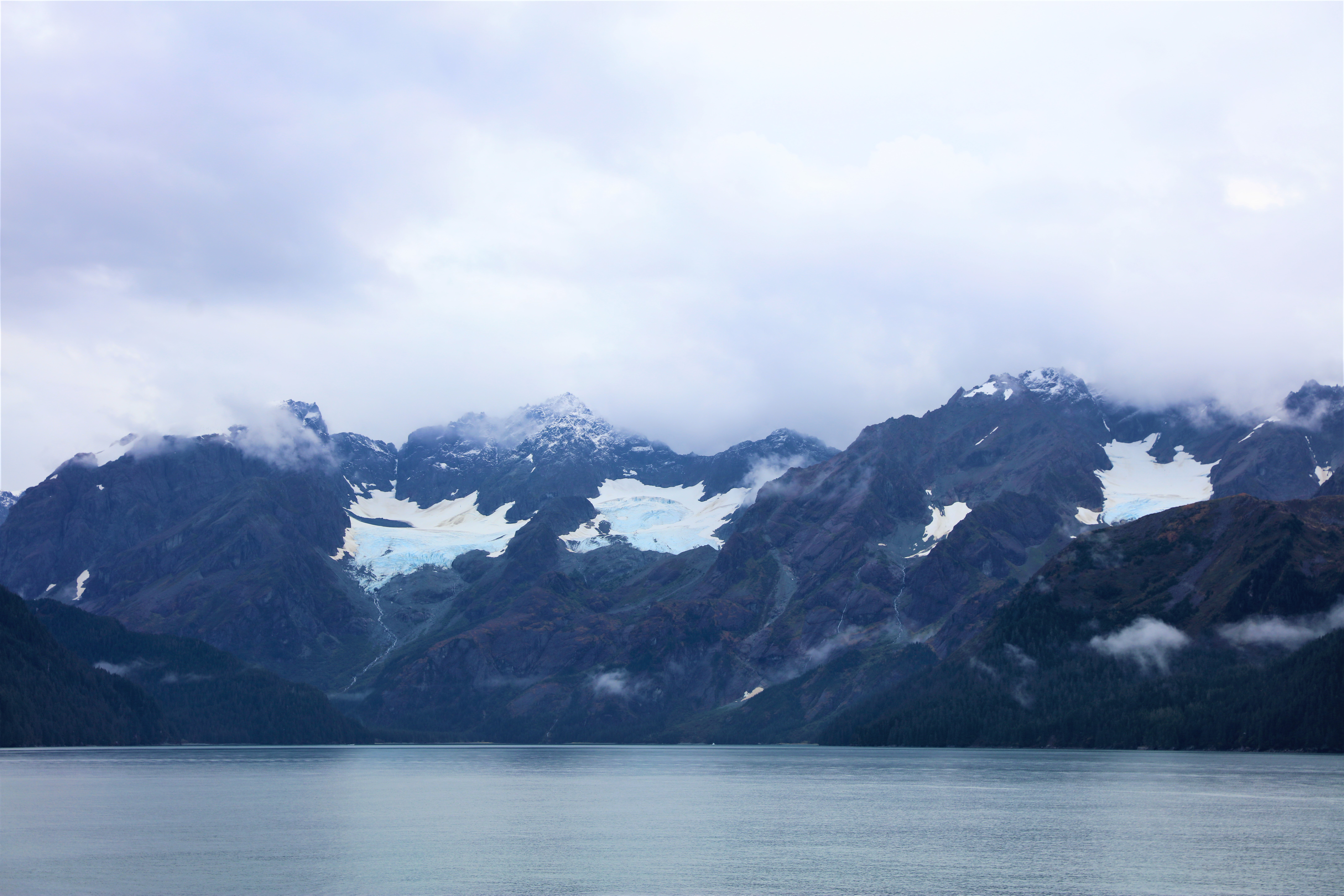
Le montagne di Kenai viste dal mare in settembre
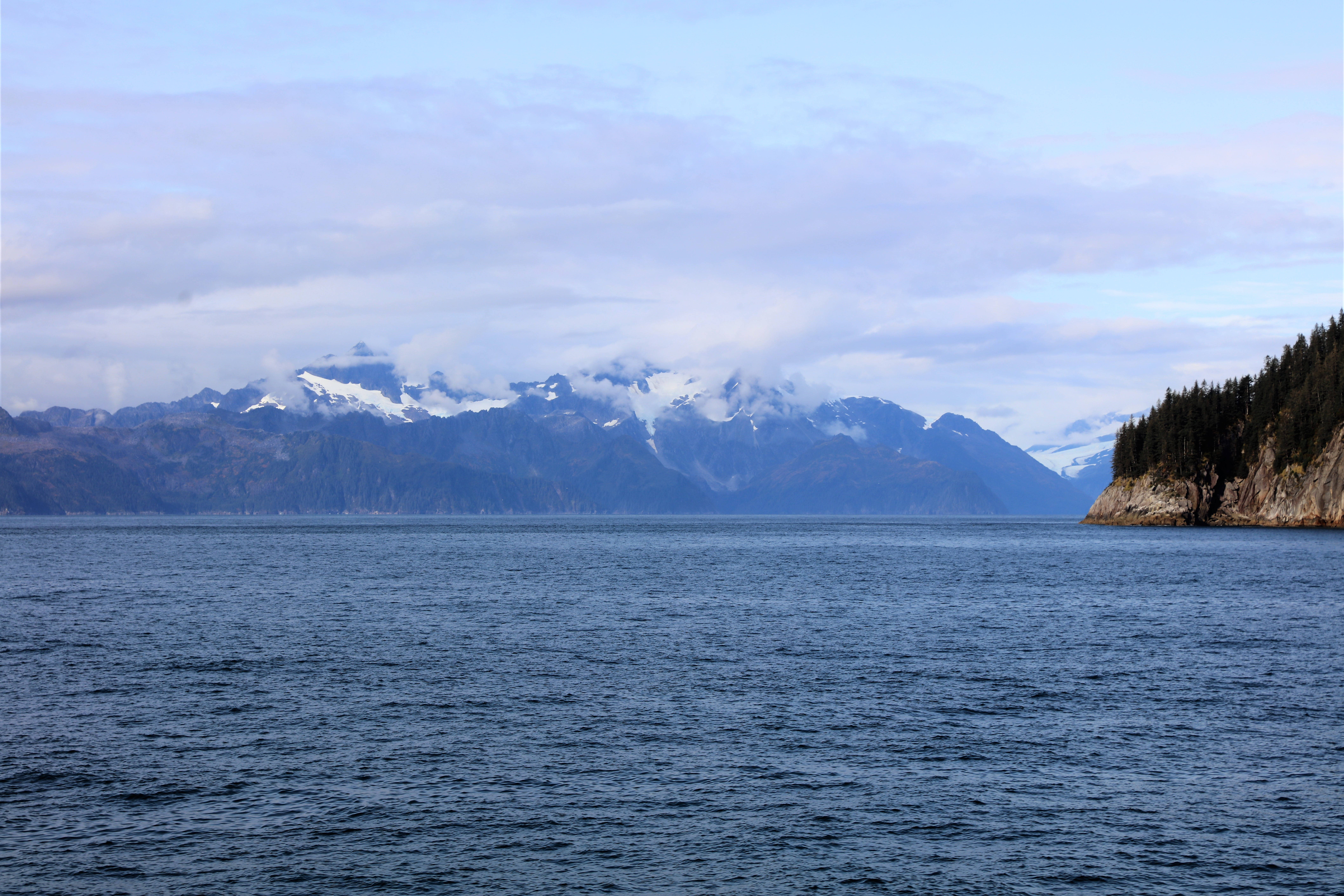
Le montagne di Kenai viste dal mare in settembre
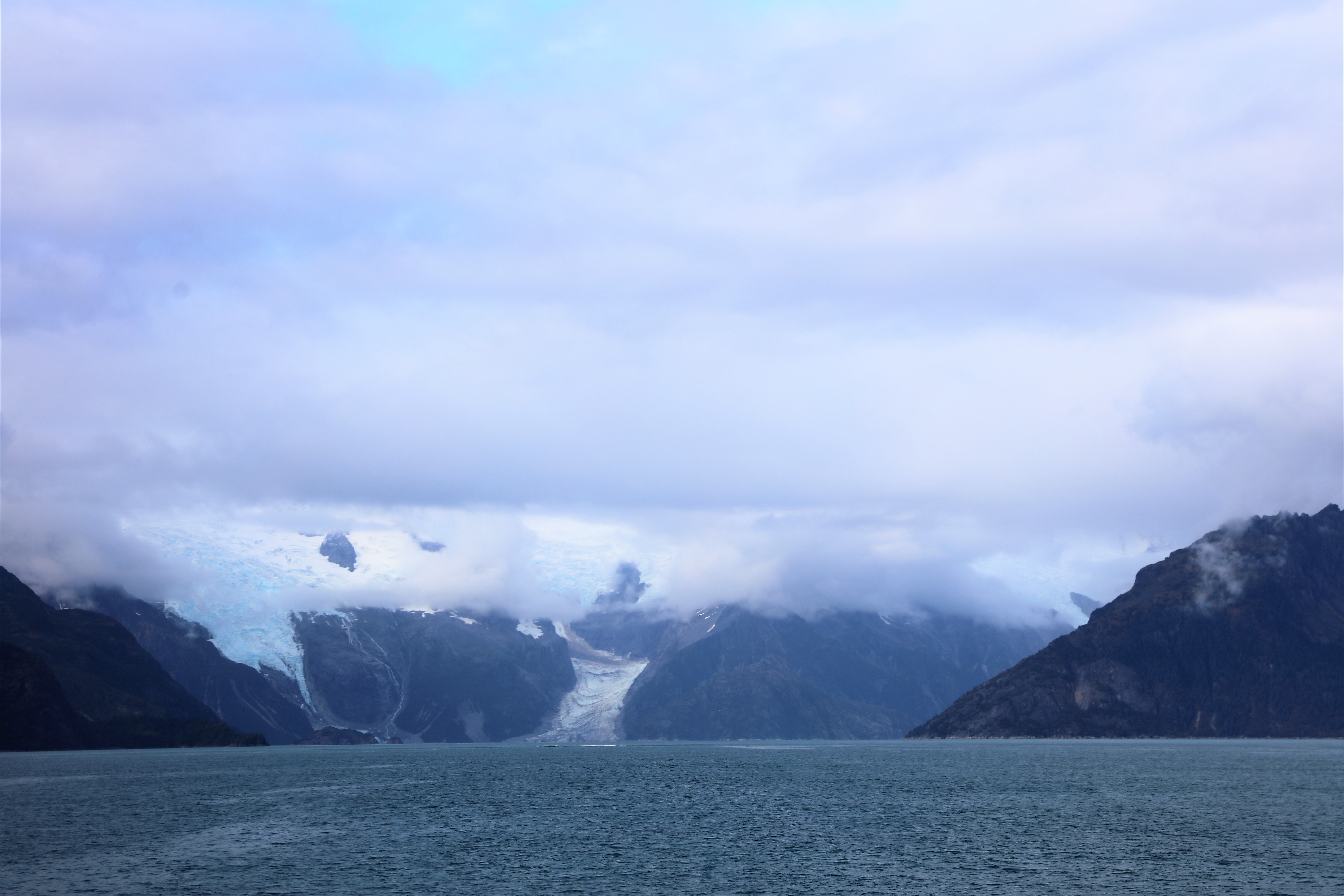
Le montagne di Kenai viste dal mare in settembre
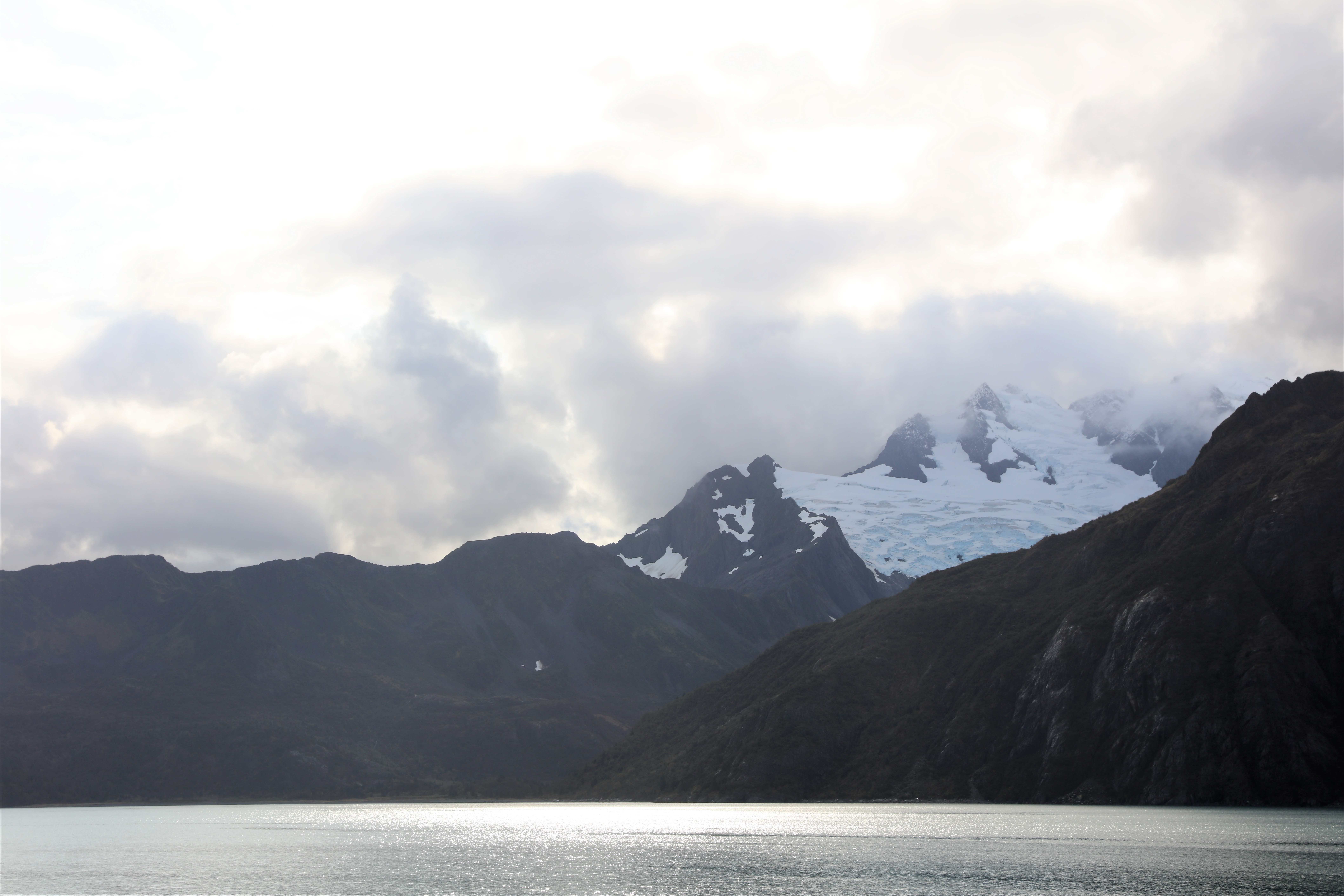
Le montagne di Kenai viste dal mare in settembre